# Potimirim glabra
Potimirim glabra är en kräftdjursart som först beskrevs av Kingsley 1878.  Potimirim glabra ingår i släktet Potimirim och familjen Atyidae. Inga underarter finns listade i Catalogue of Life.